# Julius Caesar (1970)
Julius Caesar (br Júlio César) é um filme independente britânico de 1970 adaptado da peça de William Shakespeare, dirigido por Stuart Burge, com roteiro de Robert Furnival. É estrelado por Charlton Heston (como Mark Antony) e Jason Robards (como Brutus), juntamente com John Gielgud (como Júlio César), Richard Johnson (como Cassius), Robert Vaughn (como Casca), Richard Chamberlain (como Octavius), Diana Rigg (como Portia), Jill Bennett (como Calpurnia), Christopher Lee, Michael Gough e André Morell.

## Sinopse
A ascensão e a queda do grande general e ditador romano, o último Cônsul da República Romana. Vítima de uma conspiração por parte de alguns senadores romanos, o filme mostra o assassinato de Júlio César, nos idos de março, como um adivinho havia previsto. Este fato gera diversos acontecimentos na Roma Antiga, como manifestações populares promovidas por Marco Antônio, general famoso por, entre outros fatos, integrar o Segundo Triunvirato, ao lado de Lépido e Augusto.